# Spiritus lenis
Spiritus lenis är ett diakritiskt tecken i äldre grekisk ortografi som inte har något ljudvärde. 
Spiritus togs bort från grekisk rättstavning 1982 eftersom tecknen inte fyllde någon funktion i det moderna språket.
Spiritus lenis, ᾿, förekommer vid följande bokstäver:
ἀ – ἐ – ἠ – ἰ – ὀ – ὐ – ὠ
Ἀ – Ἐ – Ἠ – Ἰ – Ὀ – Ὠ

## Exempel
- ἄξιος — värdig
- ἔτος — år
- ἤδη — nu, redan